# Ministero degli affari esteri ed europei
Il ministero degli affari esteri ed europei (in croato: Ministarstvo vanjskih i europskih poslova o MVEP) è il dicastero del governo della Croazia che si occupa delle relazioni con l'estero e con l'Unione europea.

## Lista dei ministri
| Ministro                              | Ministro        | Ministro                        | Partito                                              | Governo                   | Mandato          | Mandato          |
| Ministro                              | Ministro        | Ministro                        | Partito                                              | Governo                   | Inizio           | Fine             |
| ------------------------------------- | --------------- | ------------------------------- | ---------------------------------------------------- | ------------------------- | ---------------- | ---------------- |
| Affari esteri                         |                 |                                 |                                                      |                           |                  |                  |
|                                       |                 | Zdravko Mršić (1936)            | Unione Democratica Croata (1990) Indipendente (1990) | Mesić                     | 31 maggio 1990   | 24 agosto 1990   |
|                                       | Manolić         | Zdravko Mršić (1936)            | Unione Democratica Croata (1990) Indipendente (1990) | 24 agosto 1990            | 8 novembre 1990  |                  |
|                                       | Manolić         |                                 | Franke Vinko Golem (1938-2007)                       | Unione Democratica Croata | 8 novembre 1990  | 5 marzo 1991     |
|                                       | Manolić         |                                 | Davorin Rudolf (1934)                                | Unione Democratica Croata | 5 marzo 1991     | 17 luglio 1991   |
|                                       |                 | Zvonimir Šeparović (1928-2022)  | Unione Democratica Croata                            | Gregurić                  | 17 luglio 1991   | 9 giugno 1992    |
|                                       |                 | Zdenko Škrabalo (1929-2014)     | Unione Democratica Croata                            | Gregurić                  | 9 giugno 1992    | 12 agosto 1992   |
| Šarinić                               | 12 agosto 1992  | Zdenko Škrabalo (1929-2014)     | Unione Democratica Croata                            | 3 aprile 1993             |                  |                  |
| Valentić                              | 3 aprile 1993   | Zdenko Škrabalo (1929-2014)     | Unione Democratica Croata                            | 27 maggio 1993            |                  |                  |
| Valentić                              |                 |                                 | Mate Granić (1947)                                   | Unione Democratica Croata | 27 maggio 1993   | 7 novembre 1995  |
| Mateša                                | 7 novembre 1995 | 27 gennaio 2000                 | Mate Granić (1947)                                   | Unione Democratica Croata |                  |                  |
|                                       |                 | Tonino Picula (1961)            | Partito Socialdemocratico di Croazia                 | Račan I                   | 27 gennaio 2000  | 30 luglio 2002   |
| Račan II                              | 30 luglio 2002  | Tonino Picula (1961)            | Partito Socialdemocratico di Croazia                 | 23 dicembre 2003          |                  |                  |
|                                       |                 | Miomir Žužul (1955)             | Unione Democratica Croata                            | Sanader I                 | 23 dicembre 2003 | 17 febbraio 2005 |
| Affari esteri ed integrazione europea |                 |                                 |                                                      |                           |                  |                  |
|                                       |                 | Kolinda Grabar-Kitarović (1968) | Unione Democratica Croata                            | Sanader I                 | 17 febbraio 2005 | 12 gennaio 2008  |
|                                       |                 | Gordan Jandroković (1967)       | Unione Democratica Croata                            | Sanader II                | 12 gennaio 2008  | 6 luglio 2009    |
| Kosor                                 | 6 luglio 2009   | Gordan Jandroković (1967)       | Unione Democratica Croata                            | 23 dicembre 2011          |                  |                  |
| Affari esteri ed europei              |                 |                                 |                                                      |                           |                  |                  |
|                                       |                 | Vesna Pusić (1953)              | Partito Popolare Croato - Liberal Democratici        | Milanović                 | 23 dicembre 2011 | 22 gennaio 2016  |
|                                       |                 | Miro Kovač (1968)               | Unione Democratica Croata                            | Orešković                 | 22 gennaio 2016  | 19 ottobre 2016  |
|                                       |                 | Davor Ivo Stier (1972)          | Unione Democratica Croata                            | Plenković I               | 19 ottobre 2016  | 12 giugno 2017   |
|                                       |                 | Marija Pejčinović Burić (1963)  | Unione Democratica Croata                            | Plenković I               | 12 giugno 2017   | 22 luglio 2019   |
|                                       |                 | Gordan Grlić-Radman (1958)      | Unione Democratica Croata                            | Plenković I               | 22 luglio 2019   | 23 luglio 2020   |
| Plenković II                          | 23 luglio 2020  | Gordan Grlić-Radman (1958)      | Unione Democratica Croata                            | 17 maggio 2024            |                  |                  |
| Plenković III                         | 17 maggio 2024  | Gordan Grlić-Radman (1958)      | Unione Democratica Croata                            | in carica                 |                  |                  |

### Ministri dell'integrazione europea
Il Ministero dell'integrazione europea è stato un ministero di breve durata, stabilito dal premier Ivica Račan nel 2000 a partire dall'Ufficio governativo per l'integrazione europea. Dal 2005 è stato fuso con il Ministero per gli affari esteri dal premier Ivo Sanader. Il ministero era incaricato di supervisionare l'allineamento della legislazione all'acquis europeo in preparazione dell'adesione della Croazia all'Unione europea, avvenuta nel 2013. 
| Ministro | Ministro       | Ministro                        | Partito                              | Governo          | Mandato           | Mandato           |
| Ministro | Ministro       | Ministro                        | Partito                              | Governo          | Inizio            | Fine              |
| -------- | -------------- | ------------------------------- | ------------------------------------ | ---------------- | ----------------- | ----------------- |
|          |                | Ivan Jakovčić (1957)            | Dieta Democratica Istriana           | Račan I          | 27 gennaio 2000   | 28 settembre 2001 |
|          |                | Neven Mimica (1953)             | Partito Socialdemocratico di Croazia | Račan I          | 28 settembre 2001 | 30 luglio 2002    |
| Račan II | 30 luglio 2002 | Neven Mimica (1953)             | Partito Socialdemocratico di Croazia | 23 dicembre 2003 |                   |                   |
|          |                | Kolinda Grabar-Kitarović (1968) | Unione Democratica Croata            | Sanader I        | 23 dicembre 2003  | 17 febbraio 2005  |

### Esplicative
1. ↑  Ricopre anche la carica di Ministro degli affari marittimi dal 3 maggio 1991.
2. 1 2  Ricopre anche la carica di Vice primo ministro.
3. ↑  Ricopre anche la carica di Vice primo ministro dal 29 dicembre 2010.
4. ↑  Jakovčić è stato nominato primo capo del Ministero di nuova formazione per l'integrazione europea nel 2000 nel primo governo di Ivica Račan. Il ministero è stato creato dalla ristrutturazione dell'ex Ufficio del Governo per l'integrazione europea.
5. ↑  Grabar-Kitarović è stata nominata ministro dell'integrazione europea nel 2003 nel primo governo di Ivo Sanader. Il 16 febbraio 2005 il Ministero per l'Integrazione europea è stato fuso con il Ministero degli affari esteri e Grabar-Kitarović ha assunto funzione di capo del Ministero unificato.

### Bibliografiche
1. ↑   MVPEI, su web.archive.org, 19 aprile 2009. URL consultato il 19 marzo 2019 (archiviato dall'url originale il 19 aprile 2009).